# Ferdi van den Haute
Ferdi van den Haute (Deftinge, 25 de junio de 1952) fue un ciclista belga, profesional entre 1976 y 1987, cuyos mayores éxitos deportivos los logró en la Vuelta a España donde obtuvo un total de 3 victorias de etapa en sus diferentes participaciones , en el Tour de Francia donde obtendría 1 victoria de etapa en 1984 y, en el Campeonato de Bélgica de ciclismo en ruta que lograría en 1987.

## Palmarés
| 1975 - Vuelta a Lieja - Circuito de Hainaut 1976 - 1 etapa de la Vuelta a España - 1 etapa del Giro de Cerdeña - 1 etapa del Étoile des Espoirs 1977 - Stadsprijs Geraardsbergen 1978 - 2 etapas de la Vuelta a España, más clasificación por puntos - 2 etapas del Tour de Luxemburgo - Gante-Wevelgem - Stadsprijs Geraardsbergen 1979 - 1 etapa de la Vuelta a los Países Bajos - 1 etapa del Tour de l'Aude 1980 - Stadsprijs Geraardsbergen - 1 etapa del Étoile des Espoirs | 1981 - Gran Premio de Denain - Circuito de las Ardenas Flamencas-Ichtegem 1983 - 1 etapa de la París-Niza - Stadsprijs Geraardsbergen 1984 - 1 etapa del Tour de Francia - Gran Premio de Fourmies - G. P. Kanton Aargau - Stadsprijs Geraardsbergen 1985 - Stadsprijs Geraardsbergen - 1 etapa del Étoile des Espoirs - Ronde van Midden-Zeeland 1986 - 1 etapa de la Vuelta a Bélgica - Stadsprijs Geraardsbergen 1987 - Campeonato de Bélgica en Ruta |

## Resultados en las Grandes Vueltas
| Carrera         | 1976 | 1977 | 1978 | 1979 | 1980 | 1981 | 1982 | 1983 | 1984  | 1985  |
| --------------- | ---- | ---- | ---- | ---- | ---- | ---- | ---- | ---- | ----- | ----- |
| Giro de Italia  | -    | -    | -    | -    | -    | -    | -    | -    | -     | -     |
| Tour de Francia | -    | -    | -    | -    | 53.º | 99.º | -    | -    | 106.º | 119.º |
| Vuelta a España | 34.º | 44.º | 6.º  | -    | -    | -    | -    | -    | -     | -     |